# Ogonna Nnamani
Ogonna Nneka Nnamani (Bloomington, 29 luglio 1983) è un'ex pallavolista statunitense.
Giocava nel ruolo di schiacciatrice e opposto.

## Carriera
La carriera di Ogonna Nnamani inizia nel 2001 nella Stanford University. Nel suo primo anno a Stanford vince subito la NCAA Division I, venendo anche inserita nell'All-Tournament Team. Nel 2002 fa il suo esordio in nazionale e disputa la sua seconda finale consecutiva del campionato universitario, perdendo contro la University of Southern California, ma venendo inserita nuovamente nell'All-Tournament Team. Nel 2003 con la nazionale vince la medaglia di bronzo ai Giochi panamericani. Nel 2004 va a giocare a Porto Rico, nelle Pinkin de Corozal. Con la nazionale vince la medaglia d'argento al Montreux Volley Masters e alla Coppa panamericana, mentre vince la medaglia di bronzo al World Grand Prix. Torna a fine anno a Stanford per giocare il suo ultimo campionato universitario, che riesce a vincere nuovamente, questa volta venendo eletta Most Outstanding Player.
Nel 2005 e nel 2006 torna a giocare nel Pinkin de Corozal, prima di approdare nella stagione 2006-07 a Piacenza in Italia. A metà stagione cambia squadra, andando in Svizzera al Volleyballclub Voléro Zürich, con cui vince scudetto e coppa nazionale e disputa anche la final four di Champions League. Nell'estate del 2007 con la nazionale vince la medaglia d'argento al Campionato nordamericano e la medaglia di bronzo alla Coppa del Mondo.
Nella stagione 2007-08 viene ingaggiata dall'Asystel Novara. Con la nazionale vince la medaglia d'argento alle Olimpiadi di Pechino 2008. Nel 2008 viene ingaggiata dal Galatasaray Spor Kulübü, con cui giunge alla semifinale del campionato turco. Nella stagione successiva va a giocare nel Volejbalový klub Prostějov, con cui si aggiudica il campionato ceco. Nell'estate del 2010 vince la medaglia di bronzo alla Coppa panamericana e quella d'oro al World Grand Prix. Al termine della stagione con la nazionale si ritira dall'attività agonistica.

## Palmarès

### Club
- NCAA Division I: 2

2001, 2004
- Campionato svizzero: 1

2006-07
- Campionato ceco: 1

2009-10
- Coppa di Svizzera: 1

2006-07

### Nazionale (competizioni minori)
- Giochi panamericani 2003
- Montreux Volley Masters 2004
- Coppa panamericana 2004
- Montreux Volley Masters 2010
- Coppa panamericana 2010

### Premi individuali
- 2000 - All-America Second Team
- 2001 - All-America Second Team
- 2001 - NCAA Division I: San Diego National All-Tournament Team
- 2003 - All-America First Team
- 2002 - NCAA Division I: New Orleans All-Tournament Team
- 2004 - All-America First Team
- 2004 - National Player of the Year
- 2004 - NCAA Division I: Long Beach National Most Outstanding Player